# Lones Wigger
Lones Wigger (Great Falls, Montana, 1937. augusztus 25. – Colorado Springs, Colorado, 2017. december 14.) olimpiai bajnok amerikai sportlövő.

## Pályafutása
Az 1964-es tokiói olimpián kisöbű puska összetettben aranyérmes, kisöbű puska fekvő 50 m-es versenyszámban ezüstérmes lett. Részt vett az 1968-as mexikóvárosi olimpián, de érmet nem szerzett. Az 1972-es müncheni olimpián nagyöbű sportpuska összetett 300 m-es versenyszámban olimpiai bajnok lett.

## Sikerei, díjai
- Olimpiai játékok – kötöttfogás, 87 kg
  - aranyérmes: 1964, Tokió (kisöbű puska összetett), 1972, München (nagyöbű sportpuska összetett 300 m)
  - ezüstérmes: 1964, Tokió (kisöbű puska fekvő 50 m)